# Submerged Alive
Submerged Alive è il secondo album in studio del gruppo statunitense dei The Morlocks, pubblicato nel 1987 dalla Epitaph Records.

## Tracce
1. Get Out of My Life Woman (Allen Toussaint)
2. She's My Fix (Jeff Lucas, Leighton Koizum)
3. Different World (Jeff Lucas, Leighton Koizum)
4. Black Box (Jordan Tarlow, Leighton Koizum)
5. Leavin' Here (Holland-Dozier-Holland)
6. My Friend The Bird (Jeff Lucas, Leighton Koizum)
7. Your Body Not Your Soul (Cover dei Cuby + Blizzards) (Harry Muskee, Eelco Gelling)
8. Two Wheels Go (Jeff Lucas, Leighton Koizum)
9. Empty (Jeff Lucas, Leighton Koizum)

## Formazione
- Leighton Koizumi - voce
- Jordan Tarlow - chitarra
- Tom Clarke - chitarra
- Jeff Lucas - basso
- Mark Mullen - batteria